# Nationales Museum der Naturwissenschaften der Ukraine
Koordinaten: 50° 26′ 44″ N, 30° 30′ 54″ O
Das Nationale Museum der Naturwissenschaften der Ukraine (ukrainisch Національний науково-природничий музей/ Nazionalnyj naukowo-pryrodnytschyj musej) ist ein Naturkundemuseum in der ukrainischen Hauptstadt Kiew.
Das 1966 gegründete und 1967 eröffnete Museum ist Teil der Akademie der Wissenschaften und eines der größten  naturwissenschaftlichen Museen der Welt. Auf Beschluss des Präsidenten der Ukraine  bekam es am 10. Dezember 1996 den Status Nationalmuseum verliehen.
Es besteht aus fünf Abteilungen: Geologie und Mineralogie, Paläontologie, Zoologie, Botanik und Archäologie. In 24 Hallen mit einer Gesamtfläche von 8000 m² sind mehr als 30.000 Exponate ausgestellt.
Geöffnet ist das Museum mittwochs bis sonntags von 10.00 bis 17.00 Uhr. Der reguläre Eintrittspreis beträgt 35 Hrywnja pro Person.
Der Haupteingang des Museums befindet sich auf der Bohdan-Chmelnyzkyj-Straße Nr. 15 in der Innenstadt Kiews im zwischen 1914 und 1927 in neoklassizistischem Stil errichteten Gebäude der ehemaligen Olhynska-Schule.